# Acronicta defigurata
Acronicta defigurata är en fjärilsart som beskrevs av W. Warren 1910. Acronicta defigurata ingår i släktet Acronicta och familjen nattflyn. Inga underarter finns listade i Catalogue of Life.